# Areopagitica
Gli Areopagitica (il titolo completo è Areopagitica: A speech of Mr John Milton for the liberty of unlicensed printing to the Parliament of England) sono un trattato polemico in prosa scritto da John Milton durante la Guerra civile inglese e pubblicato il 23 novembre 1644.
Il nome dell'opera deriva dall'Aeropagitico di Isocrate del 355 a.C., discorso in cui l'oratore ateniese auspicava il ritorno a una democrazia moderata guidata dall'Areopago. Come Isocrate, anche Milton scrisse il suo libello pensando esplicitamente alla sua pubblicazione, contro la censura allora esistente e indicata anche nel titolo completo, che si può tradurre come "Discorso di John Milton al Parlamento inglese a favore della libertà di stampa senza censura".
Tenace difensore della libertà intellettuale, Milton si scaglia contro l'Editto sulla stampa (Licensing Order) del 14 giugno 1643, con il quale il Parlamento aveva stabilito che tutte le opere, prima della loro pubblicazione, dovessero essere esaminate dai censori, in modo tale che sia l'autore, sia lo stampatore (non esisteva ancora la figura dell'editore) potessero essere identificati ed eventualmente puniti (per legge), anche attraverso l'incarcerazione, qualora le idee espresse all'interno dell'opera non fossero considerate legali. Milton, dopo aver sostenuto che tale misura poteva essere adatta solo per una cultura considerata degenerata, estende la propria critica all'intera cultura della rigenerata nazione inglese, sostenendo che l'uomo può sviluppare la propria virtù e raggiungere la verità solo attraverso il dibattito delle idee.
Lo stile, sebbene elevato e ricco di figure retoriche, risulta meno pesante alla lettura grazie all'utilizzo di un linguaggio semplice e, allo stesso tempo, colmo di passione.

## Citazioni letterarie
In uno dei suoi libri di maggior successo, "Città di vetro", ambientato a New York, lo scrittore americano Paul Auster cita largamente due opere di John Milton, sia Paradiso perduto, sia Areopagitica, riportando alcune parole di quest'ultimo trattato: "Fu dal sapore di una scorza di mela che bene e male balzarono nel mondo, come due gemelli fusi insieme" (Milano, Edizioni Anabasi, 1985, pag.56)